# Bastylia
Bastylia (fr. la Bastille) – zamek wybudowany pod Paryżem, w latach 1370–1383, jako część jego umocnień, w celu obrony bramy Św. Antoniego. Słowo la bastille w wolnym tłumaczeniu oznacza każdy zamek tuż za rogatkami miasta i jest mniej więcej odpowiednikiem polskiego słowa barbakan.
Z upływem czasu paryska Bastylia straciła znaczenie obronne. W 1413 roku zdobyli Bastylię (twierdzę królewską służącą za więzienie) dowodzeni przez Simona Lecoustelliera francuscy rzemieślnicy zwani cabochiens, których bunt spowodowany był korupcją w administracji państwowej. W XVII wieku stała się ciężkim więzieniem. Pierwotnie zamek miał cztery wieże, za panowania Ludwika XVI został rozbudowany o kolejne cztery.
14 lipca 1789, w czasie zamieszek rozpoczynających rewolucję francuską, zamek został zdobyty przez lud paryski i jako symbol ucisku w czasie późniejszym zburzony. Choć samo zdobycie Bastylii trudno uznać za wielki sukces militarny rewolucjonistów – twierdzy bez przekonania broniło 97 żołnierzy-weteranów (w tym inwalidów) i 32 żołnierzy ze szwajcarskiego pułku Salis-Samade, a uwolniono zaledwie kilku więźniów (czterech fałszerzy, hrabiego oskarżonego o kazirodztwo i dwóch szaleńców), miało ono jednak wymiar ważnego symbolu udanego buntu wobec władzy monarszej i zostało później zmitologizowane w rewolucyjnej ikonografii.
Dzień 14 lipca, dzień zdobycia Bastylii, do dziś jest we Francji świętem narodowym i jest co roku hucznie obchodzony.
Klucz do Bastylii trafił w posiadanie prezydenta USA Jerzego Waszyngtona i do dziś jest prezentowany w jego posiadłości Mount Vernon.

## Znani więźniowie Bastylii
- Człowiek w żelaznej masce
- Wolter
- Markiz de Sade
- René Auguste Constantin de Renneville
- Charles de Valois, diuk Angoulême
- Hugues Aubriot
- Louis François Armand du Plessis
- Pierre François de Rigaud, markiz Vaudreuil-Cavagnal
- Marguerite De Launay, baronowa de Staal
- James Douglas, 4. hrabia Morton
- François Henri de Montmorency-Bouteville, diuk Luksemburga
- François de La Rochefoucauld
- Jacques Brissot
- Charles François Dumouriez
- Roger de Rabutin, hrabia Bussy
- John Vanbrugh
- Madame Guyon

## W literaturze
Zdobycie Bastylii zostało opisane przez Teodora Jeske-Choińskiego w powieści Błyskawice.